# Argamasilla de Alba
Argamasilla de Alba – gmina w Hiszpanii, w prowincji Ciudad Real, w Kastylii-La Mancha, o powierzchni 241,82 km². W 2011 roku gmina liczyła 7376 mieszkańców.